# Tiếng Kanuri
Tiếng Kanuri là một cụm ngôn ngữ được nói xấp xỉ 8 triệu người, tính đến năm 1987, tại Nigeria, Niger, Tchad và Cameroon, cũng như thiểu số ở miền nam Libya và bởi người di cư ở Sudan và khu vực Béchar thuộc Algérie.

## Lý lịch
Vào đầu thế kỷ 21, hai phương ngữ chính của nó, Kanuri Manga và Kanuri Yerwa (còn được gọi là Beriberi, mà được coi là miệt thị) được nói bởi 9.700.000 người ở Trung Phi. Nó thuộc tiểu nhóm Sahara của ngữ hệ Nin-Sahara. Tiếng Kanuri là ngôn ngữ gắn liền với Đế chế Kanem và Đế chế Bornu thống trị khu vực Hồ Tchad trong một nghìn năm.
Trật tự từ cơ bản của tiếng Kanuri là chủ-tân-động. Ngôn ngữ này bất thường về mặt hình thái khi đồng thời có cả hậu giới từ lẫn trợ từ đứng sau danh ngữ - ví dụ: "nồi của Bintu" sẽ được dịch thành nje Bintu-be, "nồi Bintu-của".
Tiếng Kanuri có ba thanh điệu: cao, thấp và giáng. Nó có một hệ thống nhược hoá phụ âm xuất hiện rộng khắp; ví dụ: sa- "họ" + -buma "đã ăn" → za-wuna "họ đã ăn".
Theo truyền thống, là một ngôn ngữ cầu nối địa phương, việc sử dụng nó đã sụt giảm trong những thập kỷ gần đây. Hầu hết người bản ngữ nói tiếng Hausa hoặc tiếng Ả Rập như một ngôn ngữ thứ hai.

## Phân bố địa lý
Tiếng Kanuri được nói chủ yếu ở hạ du lưu vực hồ Tchad, với người nói sống ở Cameroon, Tchad, Niger, Nigeria, Sudan, Libya và Algérie

## Phương ngữ
Ethnologue chia tiếng Kanuri thành các ngôn ngữ sau, trong khi nhiều nhà ngôn ngữ học (ví dụ Cyffer 1998) coi chúng là phương ngữ của một ngôn ngữ. Ba dòng đầu tiên được nói bởi người Kanuri và được họ tự cho là phương ngữ.
- tiếng Kanuri Trung
- tiếng Manga
- tiếng Tumari
- tiếng Kanembu

## Chữ viết
Tiếng Kanuri đã được viết bằng chữ Ả Rập Ajami, chủ yếu dùng trong tôn giáo hoặc triều chính chí ít đã bốn trăm năm. Gần đây, đôi khi nó cũng được viết bằng một chữ viết Latinh sửa đổi. The Gospel of John được xuất bản năm 1965 bằng chữ Latinh và chữ Ả Rập.

### Bảng chữ cái
Một bảng chữ cái tiêu chuẩn hóa (được gọi là Chữ viết Kanuri tiêu chuẩn ở Nigeria) được phát triển bởi Đơn vị nghiên cứu Kanuri và Hội đồng ngôn ngữ Kanuri. Công phu của nó, dựa trên phương ngữ Maiduguri, được thực hiện bởi Ủy ban Chữ viết của Hội đồng Ngôn ngữ Kanuri, dưới sự lãnh đạo của Abba Sadiq, Wazir của Borno. Nó được chính thức phê duyệt bởi Hội đồng ngôn ngữ Kanuri ở Maiduguri, Nigeria, năm 1975.
Các chữ cái được sử dụng: a b c d e ǝ f g h i j k l m n ny o p r ɍ s sh t u w y z.

### Đại từ
|               | Số ít | Số nhiều    |
| ------------- | ----- | ----------- |
| Ngôi thứ nhất | ú, ú  | àndí        |
| Ngôi thứ hai  | ní    | nàndí, này  |
| Ngôi thứ ba   | tí    | tàndí, tàyí |